# برج برودواي
برج برودواي (بالإنجليزية: Broadway Tower)‏ هو مبنى حماقة يقع على تلة برودواي، في المقاطعة الإنجليزية وسترشير، على مسافة واحد ميل (1.6 كم) إلى الجنوب الشرقي من قرية برودواي، في بريطانيا، في ثاني أعلى نقطة في الكوتسوولدز على ارتفاع 1,024 قدم (312 متر) فوق مستوى سطح البحر. أما البرج نفسه فيبلغ ارتفاعه 56 قدم (20 متر). في اليوم الصحو تستطيع مشاهدة ثلاثة عشر مقاطعة في بريطانيا من أعلى البرج. اليوم هو منطقة سياحية مفتوحة للجمهور مقابل رسم زهيد.
كان البرج فكرة كيبابيليتي يراون ومن تصميم جيمس ويات عام 1794  في شكل قلعة لليدي كوفنتري. تم بناء البرج على تلة «منارة» حيث كانت المنارات تضاء في المناسبات الخاصة. تسألت ليدي كوفنتري عن إذا كان يمكن رؤية المنارة على هذه التلة من وستر والتي تبعد 22 ميل (35 كـم) عن التلة وقامت برعاية عملية تشييد الحماقة لمعرفة ذلك. وبالفعل كان يمكن رؤية المنارة بوضوح.